# Gyíkfejűhal-alakúak

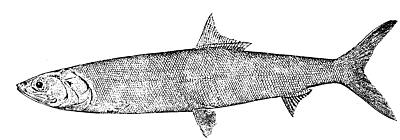
Pajzsos gyíkfejűhal (Elops saurus)

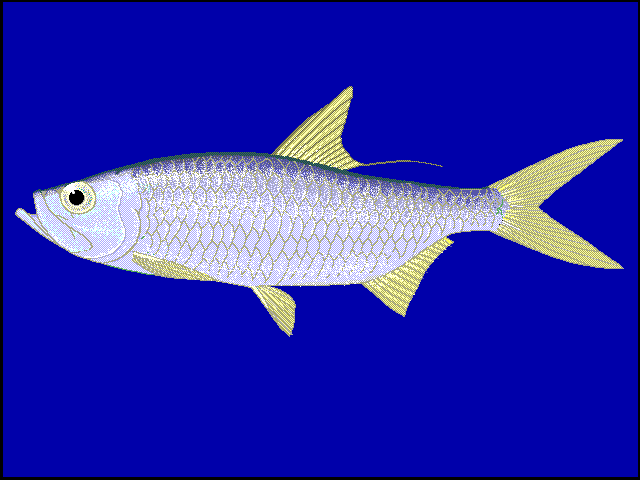
Megalops cyprinoides

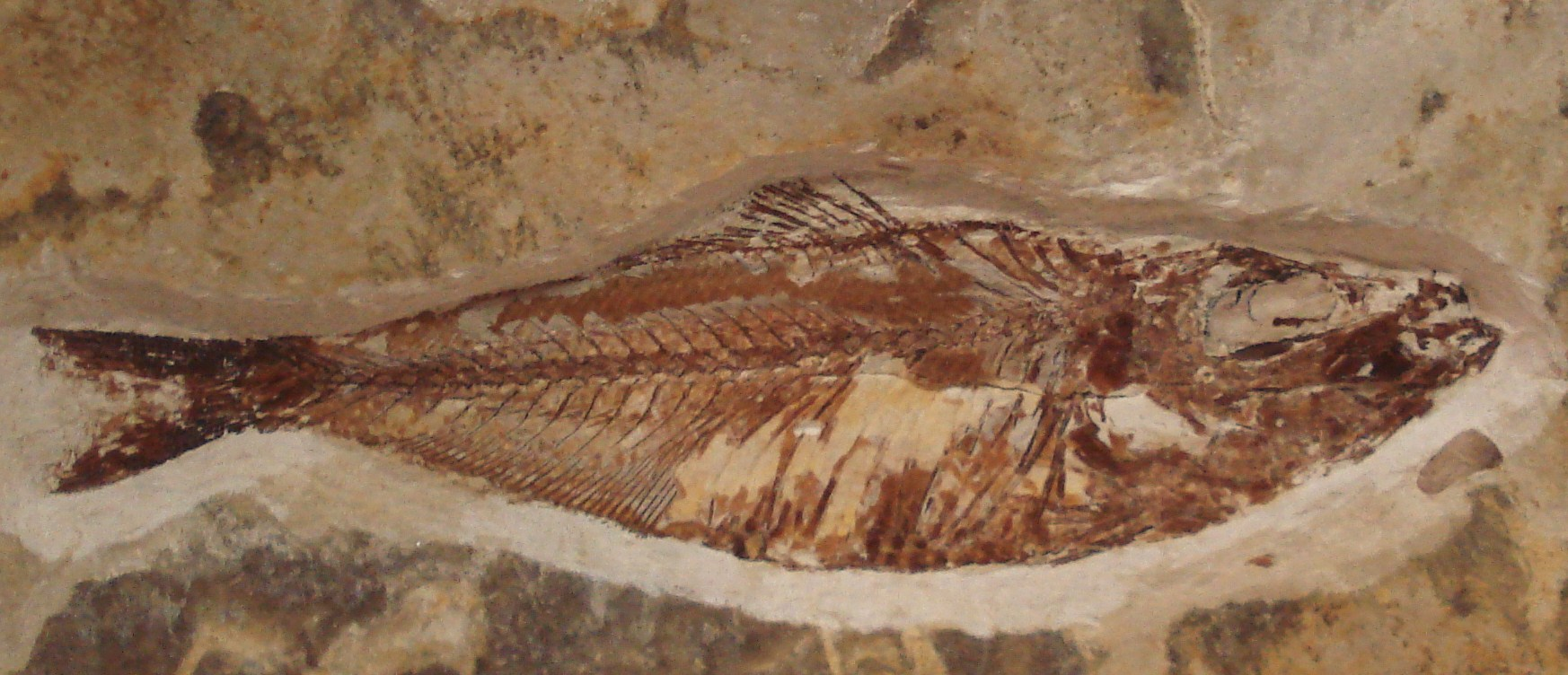
Sedenhorstia dayi

A gyíkfejűhal-alakúak (Elopiformes) a csontos halak (Osteichthyes) főosztályának sugarasúszójú halak (Actinopterygii) osztályába tartozó rend.
A gyíkfejűhal-alakúak rendjébe 9 élő faj tartozik.

## Rendszerezés
A rendbe az alábbi 2 élő család és 2 élő nem tartozik:
- Gyíkfejűhal-félék (Elopidae) – Linnaeus, 1766
  - Elops – 7 faj

- Tarponfélék (Megalopidae) – D. S. Jordan, 1923
  - Megalops – 2 faj

Az alábbi család és fajok, mára kihaltak.
Kihalt család:
- Anaethalionidae

Kihalt fajok:
- Anaethalion knorri
- Davichthys garneri
- Eichstaettia mayri
- Notelops brama
- Sedenhorstia dayi